# Cariduros de Fajardo 2012-2013 (pallavolo)
Questa voce raccoglie le informazioni riguardanti i Cariduros de Fajardo nelle competizioni ufficiali della stagione 2012-2013.

## Organigramma societario
Area direttiva
- Presidente: Ángel Flores

Area tecnica
- Primo allenatore: Ramón Lawrence
- Secondo allenatore: Carlos Rivera
- Statistico: José Reyes
- Preparatore atletico: Carlos Rodríguez

## Rosa
| N° | Nome              | Ruolo | Data di nascita  | Nazionalità sportiva |
| -- | ----------------- | ----- | ---------------- | -------------------- |
| 1  | Harry Rosario     | L     | 9 novembre 1976  | Porto Rico           |
| 2  | David León        | -     | -                | Porto Rico           |
| 4  | Víctor Rivera     | S     | 30 agosto 1976   | Porto Rico           |
| 5  | Daivison da Silva | S     | 30 giugno 1980   | Brasile              |
| 6  | Jason Rodríguez   | -     | -                | Porto Rico           |
| 8  | Aksel Berríos     | S     | -                | Porto Rico           |
| 9  | Edwin Cruz        | -     | -                | Porto Rico           |
| 10 | Ulises Maldonado  | S/O   | 3 marzo 1989     | Porto Rico           |
| 11 | Juan Miguel Ruiz  | P     | 24 aprile 1981   | Porto Rico           |
| 12 | Jean Carlos Ortíz | S/O   | 23 febbraio 1988 | Porto Rico           |
| 13 | Roberto Ortíz     | L     | -                | Porto Rico           |
| 17 | Pedrito Sierra    | C     | 21 luglio 1989   | Porto Rico           |
| 18 | Edwin Aquino      | C     | 9 novembre 1984  | Porto Rico           |